# Mark Eckman
Mark Anthony Eckman (ur. 9 lutego 1959 w Pittsburghu) – amerykański duchowny katolicki, biskup pomocniczy Pittsburgha w latach 2022–2025, biskup Pittsburgha od 2025.

## Życiorys

### Prezbiterat
Święcenia kapłańskie przyjął 11 maja 1985 i został inkardynowany do diecezji Pittsburgh. Pracował przede wszystkim jako duszpasterz parafialny. W latach 2013–2020 był ponadto wikariuszem biskupim ds. duchowieństwa.

### Episkopat
5 listopada 2021 papież Franciszek mianował go biskupem pomocniczym Pittsburgha ze stolicą tytularną Sitifis. Sakry udzielił mu 11 stycznia 2022 biskup David Zubik. 
4 czerwca 2025 papież Leon XIV przeniósł go na urząd biskupa Pittsburgha.  Ingres odbył 14 lipca 2025.